# 919
919 је била проста година.

## Догађаји
- 24. мај — Племићи Франконије и Саксоније бирају Хенрика Птичара на царској скупштини у Фрицлару за владара Источне Франачке. Он признаје матична војводства (уједињујући их у немачку конфедерацију) и све њихове суверене привилегије. Два од четири најутицајнија војводства, Баварска и Швабија, не прихватају његову власт. Хенрик утврђује Магдебург против Мађара.
- Српско-Бугарски рат (919-924) Војска Бугарског каганата поново напада кнежевину Србију.
- Рагнал уа Имар, викиншки вођа из Ирске, преузима контролу над нордијским краљевством Јорк и краљевином Нортамбријом под управом Енглеза. Он се проглашава краљем у Јорку.
- 25. март — Роман I Лакапин, адмирал (дроунгариос) византијске морнарице, заузима палату Буколеон у Цариграду. Назван је мегас хетаиреиарцхес (шеф царске гарде). Лекапен учвршћује своју позицију и постаје регент цара Константина VII. Своју деветогодишњу ћерку Хелену Лекапене удаје за Константина и преузима нову титулу базилеопатора (једна од највиших функција у Византијском царству).
- Лето – Арнулфа, војводу од Баварске, источно-француски племићи бирају за антикраља, у супротности са Хенријем I. Бурцхард II, војвода од Швапске, потчињава се Хенријевој власти — дозвољавајући му да задржи административну контролу над својим војводством. После скоро 15 година одсуства, Мађари су поново извршили напад на Баварску и северну Италију, опљачкајући долину Пада (види мађарске инвазије на Европу).
- 14. септембар – Битка код Ајленбрџа: Високи краљ Ниал Глундуб је убијен док је предводио ирску коалицију против Викинга Уи Имаира са седиштем у Даблину, предвођених краљем Ситриком Кехом.
- Леди Елфвин од Мерсијана је доведена на двор свог ујака, краља Едварда Старијег, и лишена је власти у Мерсији. Едвард формално анектира краљевство, окончавајући независну власт Мерсија.

- Рагнал уа Имаир, викиншки поглавица из Ирске, преузима контролу над нордијским краљевством Јорк (који се такође назива Јорвик) и Нортумбријом под Енглеском владавином. Он се успоставља као краљ у Јорку.
- Травунија у саставу Дукљанске државе (од 1019. — до средине XII века.

- 5. април – Фатимидски калифат Ифрикијиа (данашњи Тунис) покренуо је другу фатимидску инвазију на Египат (919–921) у покушају да преотме Египат од његових абасидских владара. Експедиција не успева и Фатимиди ће бити приморани да се повуку.
- Пуебло народи који живе у Четири угла, започињу изградњу у Пуебло Бонито, у савременом кањону Чако у Новом Мексику.
- Бугарска православна црква је проглашена аутокефалном и уздигнута на ранг патријаршије на црквеном сабору.